# Club Sportivo Belgrano
O Club Sportivo Belgrano é um clube da cidade de San Francisco, província de Córdoba, na Argentina, cuja equipe de futebol milita, desde a temporada de 2016, no Torneio Federal A, organizado pelo Conselho Federal, órgão interno da Associação de Futebol Argentina, a que o clube se encontra indiretamente filiado.
Foi fundado em 15 de abril de 1914, quando um grupo de jovens resolveram criar uma nova instituição desportiva. Quando todos estiveram de acordo em proceder com a fundação, começaram a procurar o nome mais apropriado e, em meio a um grande entusiasmo, um dos integrantes mencionou -observando no céu- o nome de Manuel Belgrano. Assim, no meio da velha praça Vélez Sársfield, nasceu o clube.

## Estádio
O primeiro campo de jogo do Sportivo Belgrano foi alugado ao Sr. Carlos Borgia e estava localizado na interseção das ruas Brasil, Independência, Mitre e Cabrera. Posteriormente, o campo de futebol mudou-se para onde atualmente ocupa a Praça Vélez Sársfield. Com o tempo mudou-se em definitivo para o Bairro Alberione, sobre a Avenida Rosario de Santa Fé (Rota Nacional 19) 1463. O novo estádio leva o nome de Oscar C. Boero e conta, atualmente, com uma capacidade para 12.200 torcerdores. O campo de jogo tem as seguintes dimensões: 102 x 75 metros.

## Participação em torneios de AFA
- Temporadas na Primeira Divisão: 0
- Temporadas na Primeiro B Nacional: 3 (2013/14 - 2014 - 2015)
- Temporadas no Torneio Argentino A (Federal A): 7 (2009/10 - 2010/11 - 2011/12 - 2012/13 - 2016 - 2016/17 - 2017/18 - presente)
- Temporadas no Torneio Argentino B (Federal B): 11 (1995/96 - 1997/98 - 1999/00 - 2000/01 - 2002/03 - 2003/04 - 2004/05 - 2005/06 - 2006/07 - 2007/08 - 2008/09)
- Temporadas em Torneio do Interior (Federal C): 3 (1986/87 - 1987/88 - 1988/89)
- Temporadas em Torneio Regional: 1 (1969)

## Títulos

### Torneios nacionais
- Vice-Campeão da Terceira Divisão (1): 2012-13.
- Vice-Campeão da Quarta Divisão (1): Temporada 2005/06 do Torneio Argentino B 2008/09.

### Torneios provinciais
- Primeira Divisão de une-a Cordobesa (5): 1956, 1959, 1968, 1987, 1988, 1994, 1997
- Segunda Divisão de une-a Cordobesa (1): 1979.

### Torneios nacionais amistosos
- Copa Desafio: 2005 e 2007.
- Copa Desafio San Francisco - Villa María: 2009.
- Troféu Copa Amizade Cidade de San Francisco: 2012.